# Chacim
Chacim é uma povoação portuguesa sede da Freguesia de Chacim do Município de Macedo de Cavaleiros, freguesia com 19,42 km² de área e 227 habitantes (censo de 2021), tendo, por isso, uma densidade populacional de 11,7 hab./km².
Até 1853 foi sede de concelho. Este era constituído pelas freguesias de Chacim e Olmos e tinha, em 1801, 873 habitantes. Após as reformas administrativas do início do liberalismo foram-lhe anexadas as freguesias de Agrobom e Vale Pereiro, Gebelim, Parada, Saldonha, Sendim da Ribeira, Soeima, Vilar Chão, Castelãos, Lombo, Malta, Peredo, Vale da Porca e Banreses, Vilar do Monte e Castro Vicente. Tinha em 1849 5321 habitantes.

## Demografia
A população registada nos censos foi:
| Distribuição da População por Grupos Etários | Distribuição da População por Grupos Etários | Distribuição da População por Grupos Etários | Distribuição da População por Grupos Etários | Distribuição da População por Grupos Etários |
| -------------------------------------------- | -------------------------------------------- | -------------------------------------------- | -------------------------------------------- | -------------------------------------------- |
| Ano                                          | 0-14 Anos                                    | 15-24 Anos                                   | 25-64 Anos                                   | > 65 Anos                                    |
| 2001                                         | 36                                           | 52                                           | 156                                          | 97                                           |
| 2011                                         | 14                                           | 28                                           | 129                                          | 94                                           |
| 2021                                         | 9                                            | 9                                            | 108                                          | 101                                          |

## Património
- Pelourinho de Chacim - Imóvel de interesse público
- Real Filatório de Chacim
- Solar de Chacim

## Personalidades
- Beatriz Arnut (escritora, poetisa, publicista, funcionária pública e defensora dos direitos das mulheres)
- A. M. Pires Cabral (escritor, poeta)